# Matúš Blšták
Matúš Blšták (* 4. September 2003) ist ein slowakischer Leichtathlet, der im Weit- und Dreisprung an den Start geht.

## Sportliche Laufbahn
Erste internationale Erfahrungen sammelte Matúš Blšták im Jahr 2023, als er bei der 2. Liga der Team-Europameisterschaft im Rahmen der Europaspiele in Chorzów mit 14,75 m auf den zwölften Platz im Dreisprung gelangte. 2025 wurde er bei der 2. Liga der Team-Europameisterschaft in Maribor mit 7,79 m Erster im Weitsprung und anschließend belegte er bei den U23-Europameisterschaften in Bergen mit 7,82 m den achten Platz im Weitsprung. Zudem schied er im Dreisprung mit 15,02 m in der Qualifikationsrunde aus. Kurz darauf verpasste er bei den World University Games in Bochum mit 6,98 m den Finaleinzug im Weitsprung.
In den Jahren 2022 und 2024 wurde Blšták slowakischer Meister im Weitsprung im Freien sowie von 2023 bis 2025 in der Halle. Zudem wurde er 2025 auch Hallenmeister im Dreisprung.

## Persönliche Bestleistungen
- Weitsprung: 7,82 m (+1,6 m/s), 18. Juli 2025 in Bergen
- Dreisprung: 15,64 m (+0,8 m/s), 17. Juni 2025 in Banská Bystrica